# Mika Salo
Mika Juhani Salo (ur. 30 listopada 1966 w Helsinkach) – fiński kierowca wyścigowy. W latach 1994–2002 wystartował w 109 wyścigach Formuły 1.

## Kariera
W 1986 roku zdobył tytuł mistrza Europejskiej Formuły Ford 1600. W Formule 1 zadebiutował jako kierowca testowy Teamu Lotus w 1994 roku. W swojej karierze w Formule 1 występował w barwach siedmiu zespołów. Najlepsze wyniki zanotował, gdy w sezonie 1999 zastępował kontuzjowanego Michaela Schumachera w Ferrari, wspomagając Eddiego Irvine'a w walce o tytuł mistrzowski. Wtedy to dwukrotnie udało mu się stanąć na podium (drugie i trzecie miejsce), a cały sezon zakończył na dziesiątym miejscu, najwyższym w karierze.
Zarówno jego pierwszy, jak i ostatni wyścig miał miejsce na torze Suzuka w Japonii. W 2003 roku wystartował w czterech wyścigach serii Champ Car. W sezonie 2007 zdobył mistrzowski tytuł w American Le Mans Series w klasie GT2. Pod koniec 2008 roku zainteresował się startami w NASCAR i przygotowywał się do pierwszych testów.
Salo mieszka razem z rodziną w Monte Carlo.